# Now, There Was a Song!
Now, There Was a Song! ist das neunte Studioalbum des US-amerikanischen Country-Sängers Johnny Cash. Es wurde von Don Law und Frank Jones produziert und im Dezember 1960 bei Columbia Records veröffentlicht.
Das Album wurde am 17. Februar 1960 in einer dreistündigen Session aufgenommen und beinhaltet als erste Arbeit von Cash keine Eigenkomposition. Es handelt sich um eine Sammlung von Country-Standards und damals aktuellen Hits. Cash singt unter anderem Songs von Marty Robbins, George Jones, Kenny Rogers, Hank Snow, Ernest Tubb und Hank Williams.

## Inhalte der Songs
Die meisten der Songs handeln von Liebe, Sehnsucht oder Einsamkeit.
- Transfusion Blues thematisiert das Leben eines Mannes, der unter dem Einfluss von Drogen eines Morgens seine Frau erschießt und dafür 99 Jahre hinter Gittern wandert. Cash nahm den Song etwas schneller und textlich leicht verändert später unter dem Namen Cocaine Blues für At Folsom Prison auf, wobei die Häftlinge deutliche Reaktionen auf die beschriebene Gewalt zeigten. Der Song endet mit dem Rat, von Whiskey und Drogen die Finger zu lassen.
- Why Do You Punish Me (For Lovin' You) ist die Anklage eines Mannes an seine Geliebte, weil diese ihn schlecht behandelt. Der Song war im Original ein Hit für Hank Snow.
- I’m So Lonesome I Could Cry ist eine Geschichte von Hank Williams über einen Mann, der eine einsame Nacht verbringt.
- I Couldn't Keep from Crying von Marty Robbins beschreibt die Situation eines Mannes, der seine Ex-Frau mit ihrem neuen Liebhaber beobachtet und die Tränen nicht zurückhalten kann.

## Titelliste
1. „Seasons of My Heart“ (Darrell Edwards, George Jones) – 2:29
2. „I Feel Better All Over“ (Kenny Rogers, Leon Smith) – 2:03
Wurde durch Ferlin Husky im Original bekannt.
3. „I Couldn't Keep from Crying“ (Marty Robbins) – 2:08
4. „Time Changes Everything“ (Tommy Duncan) – 1:49
Dieser Song ist durch die Interpretation von Bob Wills bekannt geworden.
5. „My Shoes Keep Walking Back to You“ (Les Ross, Bob Wills) – 2:06
6. „I'd Just Be Fool Enough (To Fall)“ (Melvin Endsley) – 2:05
7. „Transfusion Blues“ (T. J. Arnall) – 2:32
Unter dem Namen Cocaine Blues war dieser Song ein kleiner Hit für Roy Hogsed.
Cash kehrte auf den Alben At Folsom Prison und Silver zu dem Song zurück.
8. „Why Do You Punish Me (For Loving You)“ (Erwin King) – 2:18
Im Original ein Hit von Hank Snow.
9. „I Will Miss You When You Go“ (Baby Stewart, Ernest Tubb) – 2:01
10. „I’m So Lonesome I Could Cry“ (Hank Williams) – 2:38
11. „Just One More“ (George Jones) – 2:12
12. „Honky Tonk Girl“ (Chuck Harding, Hank Thompson) – 1:58

## Charterfolge
| Jahr | Titel              | Singlecharts | Position |
| ---- | ------------------ | ------------ | -------- |
| 1960 | Season of My Heart | Country      | 10       |